# 長崎原爆犠牲者慰霊平和祈念式典

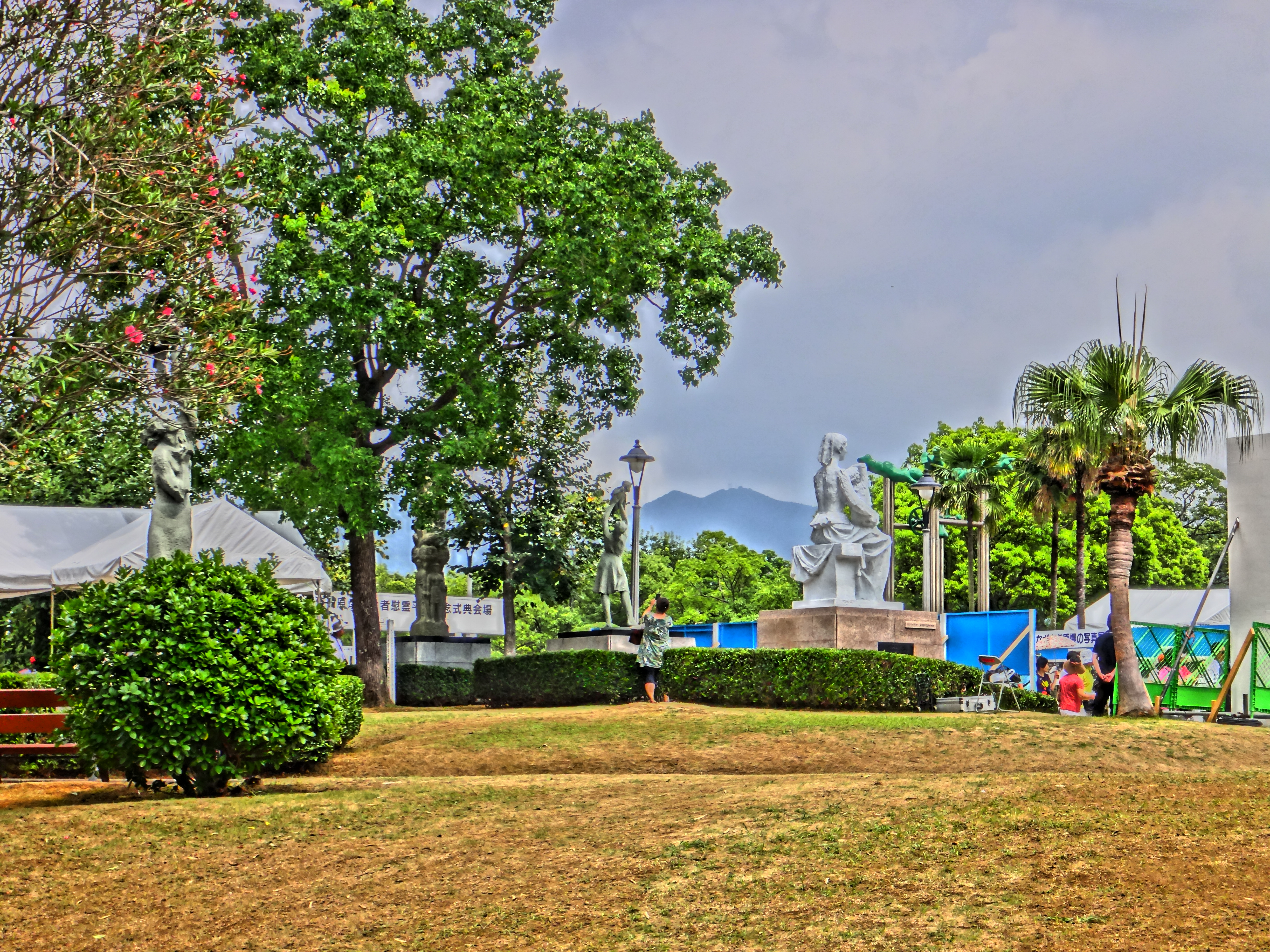
長崎原爆犠牲者慰霊平和祈念式典（2012年8月9日）

長崎原爆犠牲者慰霊平和祈念式典（ながさきげんばくぎせいしゃいれいへいわきねんしきてん）は、毎年、長崎県長崎市に原爆が投下された8月9日の原爆忌に平和公園（荒天時は出島メッセ長崎）で行われる、原爆死没者の霊を慰め、世界の恒久平和を祈念するための式典である。
一般的には略して長崎平和祈念式典（ながさきへいわきねんしきてん）と呼ばれている。

## 概要

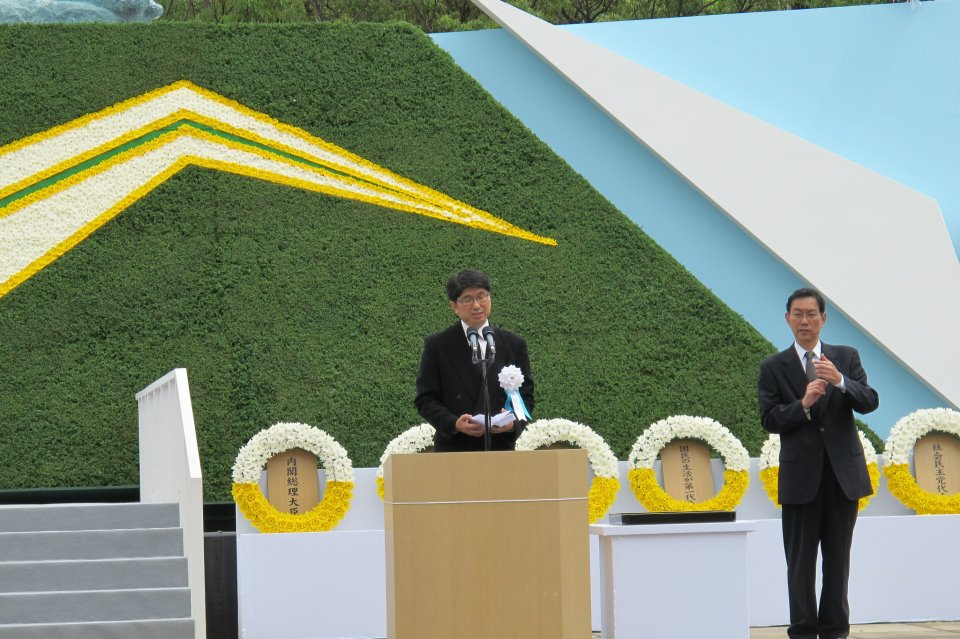
長崎市長田上富久（左）の長崎平和宣言（2012年8月9日）

式典は会場である平和公園の平和祈念像前において、原爆死没者の遺族をはじめとして、市民多数の参加のもとで挙行される。毎年式典中に長崎市長によって行われる平和宣言は核兵器の廃絶と世界恒久平和の実現を訴え続けるものであり、宣言文は世界各国に送られる。
原爆が投下された午前11時02分に長崎の鐘やサイレンを鳴らし、式典会場のみならず、家庭、職場で原爆死没者の冥福と恒久平和の実現を祈り、1分間の黙祷を行ったあと、長崎市長による平和宣言と、被爆者代表による平和への誓いを行うのが通例である。また当日、長崎市の各所では、原爆死没者に対する慰霊と核兵器廃絶を訴える式典が行われている。
近年は、平和教育の一環として、式典の司会進行を、市内の高校生に行わせている。また、被爆者が水を求めながら死んでいったという故事を受け、「献水」が行われるが、これにも市内の小中学生代表を参加させている。小学生による児童合唱は爆心地に近い城山小学校と山里小学校の6年生が毎年交代でおこなっており、奇数年は城山小、偶数年は山里小となっている。
なお、当初原爆の投下目標とされた北九州市小倉北区においても、同時並行で式典が行われ、長崎市長が毎年メッセージを寄せている。

## 式次第

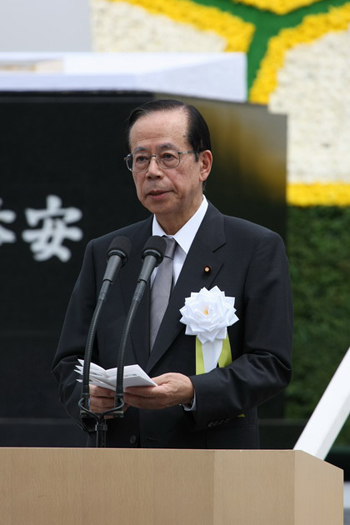
内閣総理大臣福田康夫の挨拶（2008年8月9日）

式典の流れは次のとおり。
1. 開式 原爆死没者名奉安
2. 式辞
3. 献水
4. 献花
5. 黙とう
6. 長崎平和宣言
7. 平和への誓い
8. 児童合唱
9. 来賓挨拶
10. 合唱 千羽鶴
11. 閉式

## 中継
広島の式典に比べ、長崎の式典中継はあまり行われておらず、地元からはこれを批判する声も挙がっていた。
最も積極的に中継を行っているのはNHK長崎放送局であるが、それでも九州沖縄のブロックネットに止まっている期間が長かった。完全に全国ネット化されたのは2000年からで、地元からの強い要望の末に実現したものであった。NHKでは総合テレビ、ラジオ第1放送、NHKワールドTV（映像は日本国内と同じだが、テロップは英語に差し替え）、NHKワールド・プレミアム（ノンスクランブル放送）で同時放送し、NHKワールド・ラジオ日本でも13時台と17時台に通常番組を差し替える形で録音放送される。テレビの放送は2か国語放送（総合テレビ、NHKワールドTV、NHKワールド・プレミアムのいずれもモノラル二重音声）を実施し、総合テレビではリアルタイム字幕放送も実施。2010年までは衛星第2テレビでも放送されていた。2022年は、総合テレビでは10:35から11:52まで、ラジオ第1放送では10:55から（長崎県内は10:35から）11:30まで放送。
2018年以降はニコニコ生放送によるライブストリーミング配信も行われている。
民放は長崎県内のみの放送にとどまることが多い。以下、2022年の実績。
長崎放送（テレビはTBSテレビ系）
テレビは9:55から11:25まで、『被爆77年特別番組 進もう 核禁への道〜長崎原爆犠牲者慰霊平和祈念式典中継〜』と題して放送。TBS NEWSでも同時放送。
長崎国際テレビ（日本テレビ系）
『DayDay.』（日本テレビ制作）を飛び降り、9:55から11:25まで『被爆77年報道特別番組 未来へつなぐ〜ナガサキの願い〜』と題して放送。日テレNEWS24でも同時放送。9:30から9:55までは『家庭で作れるミシュランの味』を放送。一時期、九州内のNNN4局ブロックネット（長崎国際テレビ・福岡放送・熊本県民テレビ・鹿児島読売テレビ）で放送していたことがあった。また、被爆70年の2015年は、広島テレビでも放送された。2016年は『リオデジャネイロオリンピック2016 競泳決勝』の中継の関係上式典中継をすることができなかったため、その代わりに同日16:25から16:53までドキュメンタリー番組『クスノキ〜未来へつなぐ平和へのメッセージ〜』を放送した。
長崎文化放送（テレビ朝日系）
10:25から11:45まで、『長崎を最後の被爆地に〜被爆77年 長崎平和祈念式典中継〜』と題して放送。
テレビ長崎（フジテレビ系）
9:55から11:25まで『伝えたいナガサキ〜被爆77年 核兵器のない世界へ〜』と題して放送。9:50から9:55までは『はっちゃKTN』を放送。『ノンストップ!』（フジテレビ制作）は休止。被爆80年となる2025年はフジテレビでも同時放送。
NBCラジオ（JRN・NRN系列）
9:00から11:50まで、『あさかラ 平和の日ラジオ』と題して放送。
FM長崎（JFN系列）
10:54から11:25まで、『FM長崎 平和祈念特番〜日常から見つめる平和〜』と題して放送。『ディア・フレンズ』（TOKYO FM制作）は時差ネット。

## ビクター・デルノアと平和祈念式典
1946年9月に着任した占領軍長崎軍政部司令官のビクター・デルノア中佐は、第二次世界大戦中、ヨーロッパ戦線において戦車隊長としてドイツ・ワイマール近郊のブーヘンヴァルト強制収容所の収容者や、近隣で収容されていた連合国側捕虜を解放し、その際にナチス親衛隊が収容所でナチスに抵抗したドイツ国民や同性愛者、ユダヤ人に対する拷問・人体実験の証拠隠滅の為に収容者を虐殺した遺体を見てアメリカの正義への確信を深めていた。
デルノアは1946年10月12日の長崎市西坂公園の真宗大谷派の門徒の原爆犠牲者の慰霊式や、小学校を仮病棟にした長崎医科大学付属病院の被爆者の患者の惨状を見て、原爆投下によって兵士でない一般市民が犠牲になった事でアメリカの正義がドイツのナチスの所業と同じではないかと感じるようになった。GHQ占領当時、米兵と米国民の安全を確保するために反米運動の契機となる情報提供が禁止されていたのと、東京裁判において日本軍の一般市民に対する空爆が戦争犯罪として審理対象になっていなかったことから（ジョン・ダワー談）、原爆についての報道の全面禁止が占領軍の方針であった。しかし、原爆投下の正当性を疑問視していたデルノアは、長崎着任の半年後に当時14歳だった石田雅子の被爆体験手記を出版させようとしてGHQに許可を取ろうとした。GHQはそれを認めなかった。
1948年にデルノアは、長崎軍政部司令官として「原爆は人類を滅亡させる無用の長物、二度と原爆を使ってはいけない」「あの日の事、死んだ人の思いを生きている人が伝える」と述べて、第1回長崎平和祈念式典を長崎市に許可した。この式典で行った演説原稿を含む、デルノアの個人文書類が、アメリカ合衆国メリーランド州、メリーランド大学、ゴードン・W・プランゲ文庫にて保管されている。
1949年にデルノアは長崎を離任した。

## 年表
- 1948年（昭和23年） 平和記念式典の前身である「文化祭」が執り行われ、市民代表（溝上太郎長崎市議会副議長）による平和宣言が行われる[7]。
- 1952年（昭和27年） 原爆犠牲者法要と最初の平和祈念式典が執り行われ、平和宣言は市長が読み上げるようになる[7]。
- 1963年（昭和38年）台風9号の影響で国際文化会館で開催。
- 1974年（昭和49年）諸谷義武市長時代に、事務担当助役を委員長とする長崎市役所の内部組織である「平和宣言起草委員会」を立ち上げ、委員会が宣言文を起草し、市長が最終決定するようになる[7]。
- 1980年（昭和55年）本島等市長時代に、市長を委員長とし、被爆者や有識者等約20名で作る現在の「長崎市平和宣言文起草委員会」が立ち上がる。
- 1994年（平成6年）本島市長が任期を終える前年に、市長が起草委員会委員を任命する方式を採用[8]。
- 2012年（平成24年） ジョン・ルースが駐日アメリカ大使として初参列[9][10]。また、原子爆弾投下を命令したハリー・S・トルーマンの孫のクリフトン・トルーマン・ダニエルも初めて参列、黙祷をした[11]。
- 2014年（平成26年） 平和宣言で、集団的自衛権の限定的行使を容認するための憲法解釈を変更する閣議決定に関連して「不安と懸念が、急ぐ議論の中で生まれています」との表現で非難した[12]。これが「市民の極一部でしか無い起草委員会メンバーの政治性で長崎市民の総意では無い政権批判の道具に利用した」と批判を受けた[13]。翌年の起草委員選定の際には、政治的メッセージを盛込む様先頭に立って発言していた古参メンバーである元長崎総合科学大学助教授兼長崎平和文化研究所所長の芝野由和、漫画家でながさき女性国際平和会議代表の西岡由香、活水女子大学教授の上出恵子が田上富久市長の判断で委員から外された[8]。
- 2015年（平成27年） ローズ・ガテマラー（英語版） アメリカ国務次官（軍備管理・国際安全保障）が、アメリカ政府高官として初めて参列[14]。平和宣言では平和安全法制について「憲法の平和の理念が、今揺らいでいるのではないかという不安と懸念が広がっている」と、前年より表現は幾分和らいだが、盛り込まれた[15]。その後、2017 - 19年の平和宣言では、一部起草委員が憲法改正反対の主張を盛り込む事を求めたが、田上市長の決定により盛り込まれなかった[16][17][18]。
- 2016年（平成28年） 来賓挨拶時に、演説台に向かっていた安倍晋三内閣総理大臣（当時）に対して、憲法改正反対を叫んだ男が、式典終了後、警備に当たっていた警官によって警察車両まで連行された[19]。同様の式典中の野次は、前年も発生していた。
- 2020年（令和2年） 新型コロナウイルス感染症拡大防止のため、出席者数を例年の1/10に当たる500人に絞り、一般参列を見送った[20]。翌2021年（令和3年） も同様の対応を取り[21]、2022年（令和4年）は一般参列を事前申込み制を敷いて1600人の規模で執り行われた。また、同年前月に発生した安倍晋三銃撃事件を鑑みて、警備体制の強化が取られた。

- 2023年（令和5年） 
  - 当初は過去最多の89か国の在日大使などの代表者や、被爆者・遺族、並びに事前申し込み当選者の一般市民ら2400人が参列し、熊本市在住の80代女性による「平和への誓い」のスピーチも発表される予定だったが[22]、台風6号の九州列島通過に伴い、1963年以来60年振りに会場を平和公園から屋内の出島メッセ長崎に変更し、1999年の小渕恵三以来24年振りに内閣総理大臣の参列が見送られ、各国駐日大使、都道府県遺族代表を招待を見送り、市役所関係者のみで一般参列者なしの規模を縮小して、執り行われた[23][24]。
  - なお予定通り平和公園で行われる場合でも、一般参列者の現地への参列については事前申し込みによる入場整理券持参を必須とし、整理券を持っていない人は入場制限が敷かれていない出島メッセ長崎と、隣接する長崎原爆資料館映像ホールでの動画ライブ配信を利用することになっていた[25]が、会場の変更に伴い動画配信公開も中止となり、式典会場は関係者以外（入場整理券持参者も含め）入場禁止の処置がとられた。
  - また、この日、長崎市、佐世保市を中心とする県内の主たる公立小中学校、高等学校では、平和登校日として、平和祈念式典をモニターで鑑賞し、平和の尊さを考えてもらう日にしているが、この年の平和登校日は台風による影響を考慮して中止や延期となった[26]

- 2024年（令和6年）
  - 6月3日、鈴木史朗市長は記者会見を開き、イスラエルに招待状を送らず、停戦を求める書簡の送付にとどめると明らかにした[27]。
  - ウクライナ侵攻当事者国ロシアの駐日大使、ロシアの支援国ベラルーシの駐日大使、パレスチナ・イスラエル戦争当事者国イスラエルの駐日大使、この3者は招待が見送られた。これに関して日本を除くG7諸国とEUの大使らは長崎市長に書簡を送り、イスラエルをロシアとベラルーシと同様の扱いとすることに懸念を示した[28]。一方、同年の広島市はイスラエルを広島市の式典に招待している[29]。また、2012年のアメリカ合衆国はアフガニスタン紛争当事者国であった間に大使が初めて長崎市の式典に参列している。パレスチナ自治政府への待遇においても長崎と広島で相反するものとなり、長崎は同自治政府を招待し、広島は日本政府が国家として承認していないことを理由に同自治政府を招待していない[30]。長崎がパレスチナ自治政府を招待しているのは例年のことである[31]。
  - 8月8日、鈴木市長は報道陣の取材に応じ、イスラエルを招待しなかった理由について「紛争当事者国には本来是非とも参加してほしいところではあるが呼べば何事か起こり、式典が平穏・厳粛ではなくなるおそれがある」と説明した[32]。
  - 日本以外のG7の駐日大使は当式典を欠席した[33]。各国は大使の代わりに公使らが出席した[34]。イスラエル、アメリカ合衆国、イギリスの駐日大使は東京都の増上寺で開かれた「長崎原爆殉難者追悼会」に参列した[35]。東京のNPOが主催するプロジェクトに参加したイスラエル人とパレスチナ人が長崎の式典に参列し、交流を持った[33]。
  - この大使不参加について、アメリカ合衆国国務省のミラー報道官が、記者会見で式典をセレモニー（追悼式）ではなく、セレブレーション（祝賀会）と発言[36][37]、アメリカ側の本音が出たと物議を醸した。